# Lima (fleuve)
Pour les articles homonymes, voir Lima (homonymie).
Le Lima (en portugais ou Limia en castillan et galicien) est un fleuve international de la péninsule ibérique qui traverse l'Espagne et le Portugal. Il prend sa source dans la province d'Ourense en Galice, où il porte le nom de Limia et se verse dans l'océan Atlantique à Viana do Castelo dans la région Nord du Portugal.

## Géographie
La source du Lima est près du mont Talariño (975 m) près du village de Paradiña, sur la commune espagnole de Sarreaus dans la province d'Ourense.
Après 41 km en territoire espagnol, il pénètre au Portugal par Lindoso, suivant un cours parallèle à celui du Minho ou Miño, 20 km plus au sud. Après avoir traversé la ville de Ponte de Lima, il rejoint l'Atlantique à Viana do Castelo.

## Villes traversées
- Xinzo de Limia, ville qui porte son nom (Espagne).
- Ponte da Barca (Portugal).
- Ponte de Lima, ville qui porte son nom (Portugal).
- Viana do Castelo (Portugal).

## Histoire
Les romains l'appelaient Léthé (du latin flumen Oblivionis, fleuve de l'oubli) par confusion avec la rivière légendaire de la mythologie. Il avait la réputation de faire perdre la mémoire à ceux qui le traversaient.
En 138 av. J.-C., Decimus Junius Brutus Callaicus a voulu défaire le mythe qui compliquait les campagnes militaires dans la région. On dit qu'il a traversé le fleuve et a appelé ses soldats un à un par leur nom. Ceux-ci, impressionnés d'entendre leur général se souvenir de tous leurs noms, ont traversé sans crainte et ont ainsi mis fin à la réputation du fleuve.
Porté dès le Moyen Âge par une famille de la haute noblesse portugaise, le nom de ce fleuve est aujourd'hui un patronyme répandu dans les pays de langue portugaise et galicienne.

## Toponymes
Le fleuve Lima a donné son hydronyme a au moins trois communes : Santa Cruz do Lima, Xinzo de Limia, et Ponte de Lima.